# Bilm
Bilm is een plaats in de Duitse gemeente Sehnde, deelstaat Nedersaksen, en telt 922 inwoners.
Zie voor meer informatie: Sehnde.